# Galvano
Galvano  è un nome proprio di persona italiano maschile.

## Varianti
- Maschili: Galgano[1][2]
  - Ipocoristici: Gano[1]

### Varianti in altre lingue
Forme attuali
- Francese: Gavin[3]
- Gallese: Gawain[4]
- Inglese: Gavin[3][4]
- Scozzese: Gavin[3][4][5], Gabhainn[3]
  - Ipocoristici: Gav[5]

Forme arcaiche e medievali
- Francese medio: Gauvain, Gauwain, Gavain, Gavein, Gavin, Gawain, Gawein, Gauveis, Gauven, Gaven, Gagain, Gaugain, Gaugein, Gauvainet, Gauvenet, Gavainet, Vauvain, Galva, Galvain, Galvan, Galvant
- Francone: Gavin
- Medio inglese: Walwein, Wawanus, Wawayn, Gawyne, Wawwayne, Gawynus, Gawyn, Gawin, Gavin, Gaven, Gawne
- Latino: Galganus[1]
- Scots: Gavin, Gavann, Gavane, Gavine, Gavinn, Gawane, Gawan

## Origine e diffusione

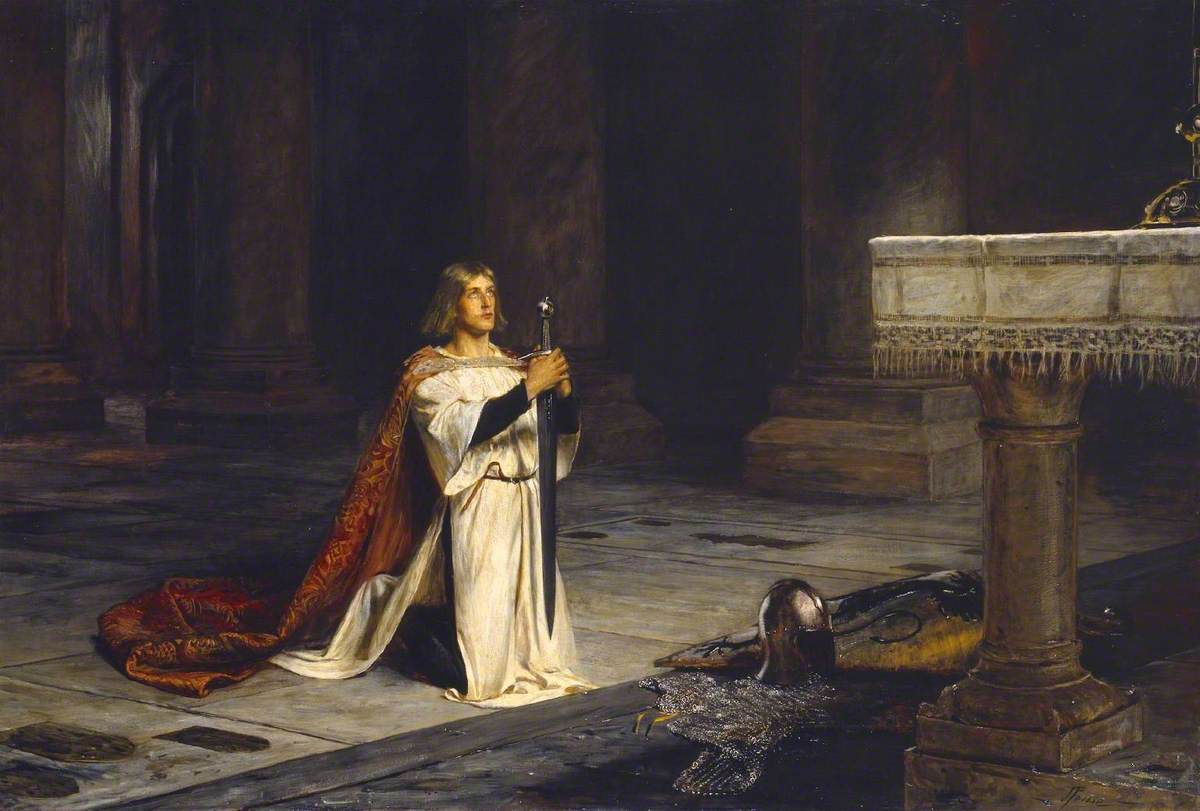
Sir Gawain in un dipinto di John Pettie

Si tratta di una forma italianizzata del nome di Gawain, personaggio del ciclo arturiano. L'origine di Gawain è dubbia: appare per la prima volta all'inizio del XII secolo negli scritti di Guglielmo di Malmesbury, nella forma Gualguainus, e di lì a poco nelle opere di Goffredo di Monmouth. È probabilmente legato a Gwalchmei, nome portato dall'eroe gallese Gwalchmai Gwalltafwyn, che significa "falco della battaglia" (da gwalch, "falco" e maedd, "battaglia") oppure "falco di maggio" (da gwalch e dall'inglese May, "maggio").
Non è ben chiaro come si possa essere passati da Gwalchmei a Gualguainus: è possibile che Malmesbury abbia sostituito l'elemento mei, che non gli era familiare, con il ben più diffuso gwyn, risultando in Gwalchgwyn (quindi "falco bianco"); Monmouth poi latinizzò il tutto in Walganus. Il nome si diffuse in Bretagna, passò nella lingua anglo-normanna come Walwain e in francese antico come Gawain e Gauvain. Non vengono però escluse, per Gawain, differenti radici gallesi (ad esempio da gwên, "sorriso"), né una potenziale derivazione germanica.
In effetti, già anticamente si mescolò con il nome germanico Gawin (forse significante "pezzo di terra"): quest'ultimo passò direttamente al francone e si riscontra nel VII secolo nelle forme latinizzate Gavinus e Gavienus. Confusisi, i due nomi si ritrovano nel francese medievale in diverse forme, fra le quali Gavienus, Gavinus e Gauwinus (fine X secolo), Gavain (XIII secolo) e Gauvain e Gauvin (XIV secolo). La letteratura medievale francese riporta numerose varianti del nome, fra le quali Gauvain, Gavain, Gavin e Gawain, oltre a diverse altre meno comuni come Gauven, Gaven, Gagain, Gaugain, Galvain e Galvan, alcune delle quali molto probabilmente frutto di errori di trascrittura. Anche l'inglese medievale e lo scots contano un buono numero di varianti. Il nome passò, dopo il 1600, al gaelico scozzese come Gabhan e Gabhainn, da cui venne ri-anglicizzato come Gavan; quasi certamente queste forme hanno subito l'influenza di gobhainn o gobha, "fabbro" (da cui Gobán).
Solo poche delle varianti del nome sopravvissero al Medioevo, come Gavin (che non va confuso con l'italiano Gavino, di differente origine), fino al XIX secolo, quando si ripresero molti nomi presenti nel ciclo arturiano. In italiano è giunto nelle forme "Galvano" e "Galgano", nome quest'ultimo portato da un santo toscano e molto probabilmente derivato da una delle forme di Gawain, come dimostrano molti parallelismi che la sua leggenda e la cultura del luogo hanno con la cultura celtica e il ciclo arturiano (sebbene non sia da escludere una sua derivazione, invece, dal toponimo del monte Gargano).

## Onomastico
Il nome "Galvano" non è portato da alcun santo, essendo quindi adespota; l'onomastico ricade il 1º novembre, giorno di Ognissanti. Si può alternativamente festeggiare in memoria di san Galgano, il cui nome è probabilmente correlato, commemorato il 30 novembre, oppure in ricordo di Frei Galvão, che lo porta come cognome, onorato l'11 maggio.

## Persone

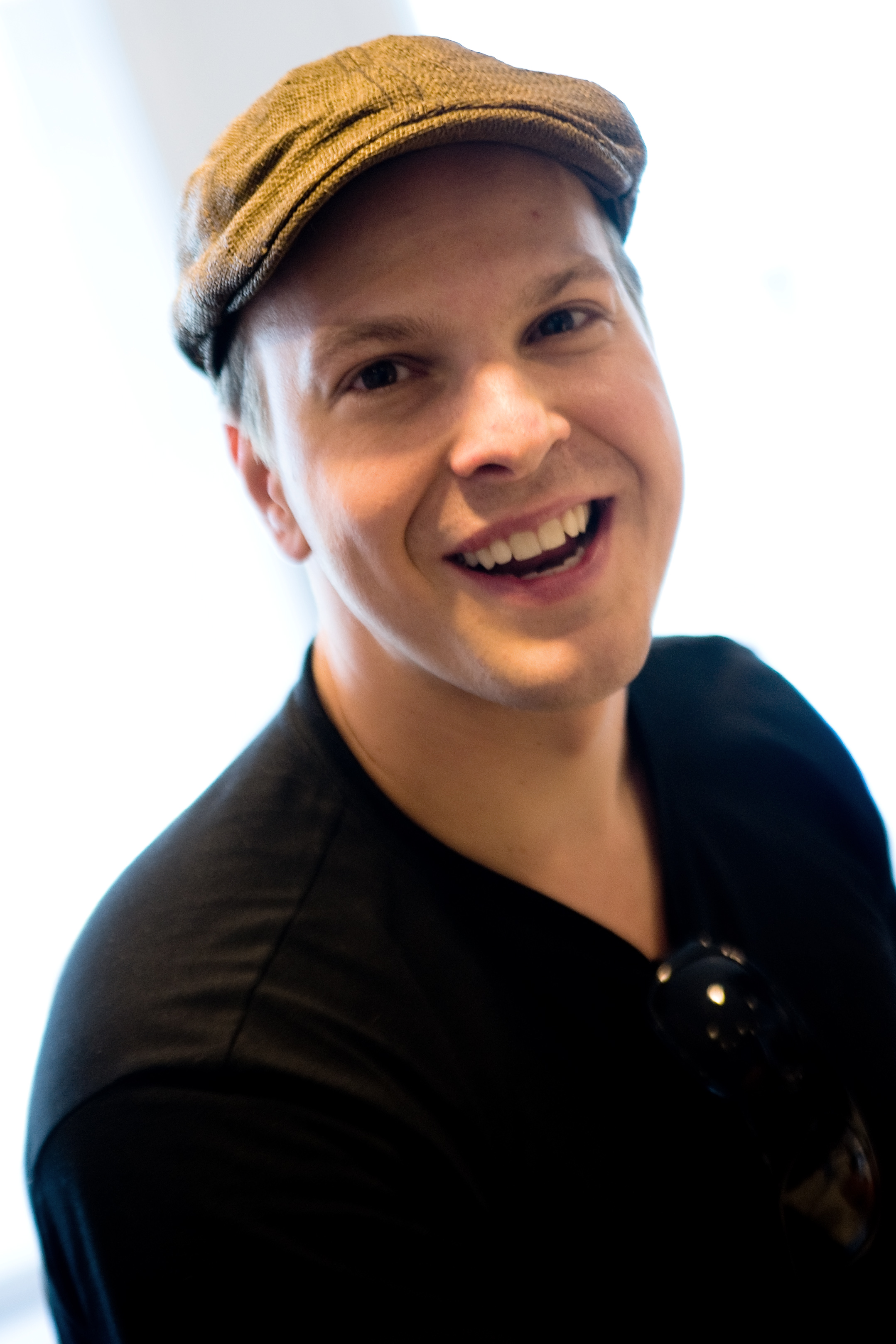
Gavin DeGraw

- Galvano Della Volpe, professore universitario e filosofo italiano
- Galvano Fiamma, religioso italiano
- Galvano Lancia, militare e politico italiano

### Variante Gavin

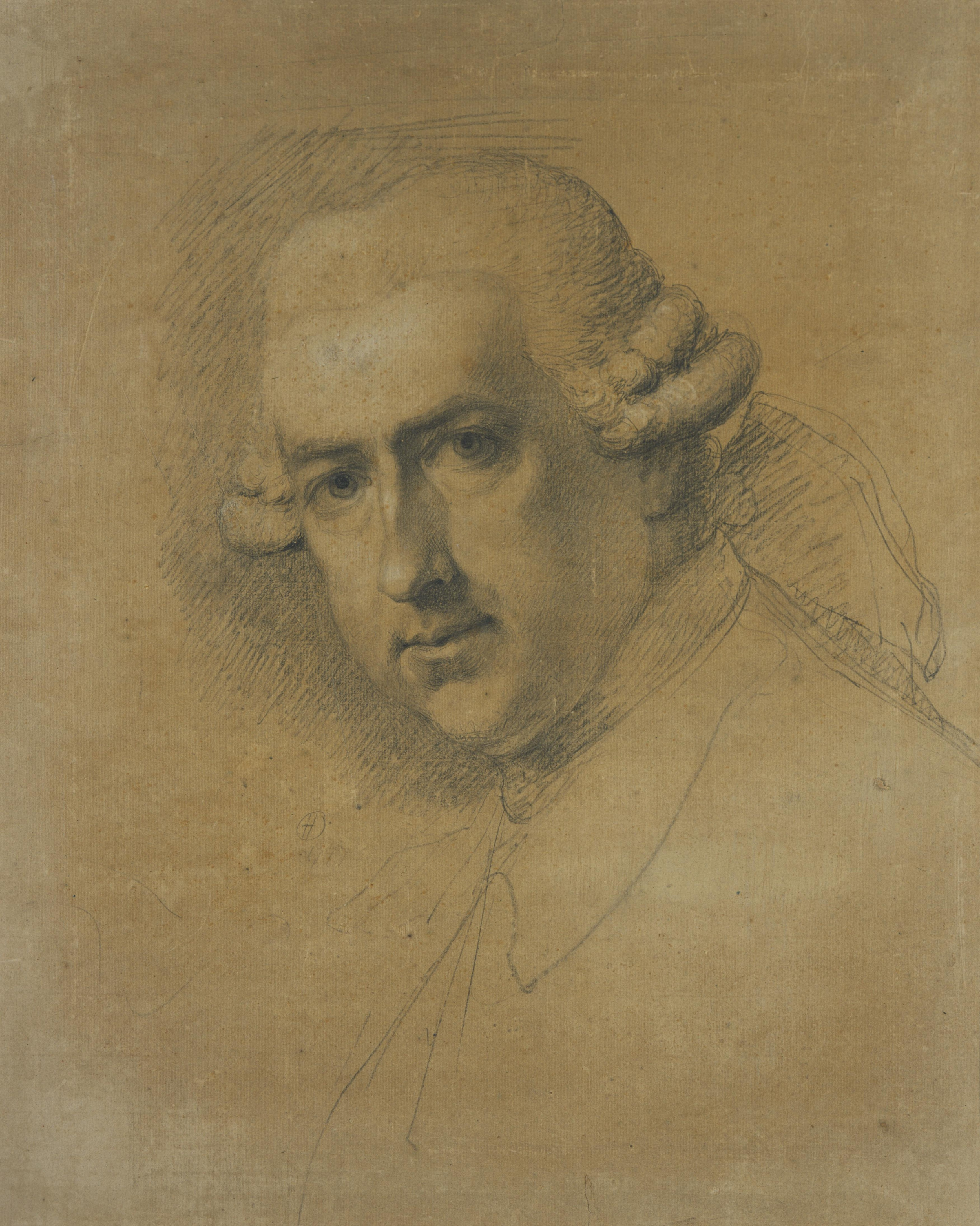
Gavin Hamilton

- Gavin Bryars, compositore e contrabbassista britannico
- Gavin Creel, cantante e attore statunitense
- Gavin DeGraw, cantautore statunitense
- Gavin Friday, cantautore irlandese
- Gavin Hamilton, pittore e archeologo scozzese
- Gavin Harrison, batterista britannico
- Gavin Hood, regista, sceneggiatore e attore sudafricano
- Gavin O'Connor, attore irlandese
- Gavin Rossdale, cantante e chitarrista britannico

### Altre varianti
- Galgano Guidotti, santo italiano
- Gawain Gwalltafwyn, re del Gododdin
- Gavan O'Herlihy, attore irlandese
- Galgano Pannocchieschi, vescovo cattolico italiano